# 社債
社債（しゃさい、英: corporate bond）は、会社が資金調達を目的として、投資家からの金銭の払込みと引き替えに発行（起債）する債券である。狭義には、会社法の規定するものをいう。

## 概要
社債は、基本的には資本である株式と異なり、発行企業から見ると負債（借入れ、借金）となる。ただし、転換社債は株式に転換されると負債から資本に組み入れられて増資になる。銀行などからの単なる融資と異なって、社債は流動性がある。つまり社債を購入する投資家は、それを市場で売っていつでも現金化できる。銀行による融資は借入金と書かれて社債と区別される。
社債はしばしば機関投資家向けに募集される。バブル景気のときは住宅金融専門会社などノンバンクも引受けた。
募集の方法は公募と私募がある。公募債については、主に投資適格の格付けを得た大手企業が行う設備投資や企業買収などのM&Aなど、多額の資金が必要となる場合発行されることが多い。私募債については、発行会社の財務内容・発行目的とも、より多様である。

## 日本法の社債
- この節で、会社法は条数のみ記載する。

### 歴史
1899年に商法が制定された。173条および199条から207条までが社債規定であった。1905年に担保付社債信託法が、1922年に信託法と信託業法がそれぞれ制定された。これらも社債を規制した。やがて昭和金融恐慌で社債のデフォルトが相次いだ。そこで1933年に担保付社債信託法が改正され、担保付社債を分割発行する制度が導入された。1938年に商法改正を経て、募集の受託会社および社債権者集会が制度化された。1942年に社債等登録法が、1948年に証券取引法が社債を規制するようになった。1950年の商法改正は授権資本制度と共に転換社債を導入した。1962年にも改正され、これにより普通社債の登記制度が廃止となった。
日本では19世紀末ごろから社債の発行が行われてきたが、第二次世界大戦中および戦後は発行が厳しく統制され、一部の大手優良企業しか社債の発行ができなかった。戦中は上述の法律に規制されたが、戦後は日銀も干渉した。すなわち1949年に電力債等をA格、私鉄債等をB格、その他をC格とする審査制度が設けられた。これは1955年に廃止された。しかし、1959年に格付け基準が、1977年には適債基準がそれぞれ設けられた。
情報革命の進展に伴い、制度改革がしばしば行われるようになった。緩和策の第一歩として1977年に社債発行限度暫定措置法が制定され、「特別の社債」について相当期間、発行限度額を2倍に増やした。1979年、松下電器が完全無担保転換社債を発行した。1981年に商法を改正、新株予約権付社債（ワラント債）を導入した。日銀の『主要企業経営分析』によると1982-1983年の間に主要企業の外部資金調達の総額に占める割合は、借入金が55.8％から14.4％に落ち込み、転換社債が7.2％から35.1％に急増した。ワラント債はゼロから8.4％になった。転換社債とワラント債は普通社債の資金を食って、普通社債は14.2％から一時的に-0.3％へ落ち込んだ。普通・転換・ワラント債を合わせた社債全体は21.4％だったものが43.2％にまで膨れた。1984年、借入金は9.1％になり、普通社債は15.8％にまで反発した。社債全体に占める外債の割合は90.6％であった。1985年、借入金は2.1％になり、転換社債が14.0％に落ち込む一方、ワラント債は20.8％に跳ね上がった。また、この年にはTDKが戦後初めて完全無担保普通社債を発行した。1982-1986年の間、財閥系の銀行がそれぞれの傘下企業を贔屓目に外債発行を補助・推進した。
1987年、無担保の適債基準が数値基準と債権格付基準に分かれた。これにより、自己資本比率等の数値基準を満たさなくても格付基準に合えば発行できるようになった。翌年に有担保債も同様となった。1990年に商法等ならびに商法等の一部を改正する法律の施行に伴う関係法律の整備等に関する法律を改正、これにより適債基準を純資産基準に一元化した他、暫定措置法が適用される「特別の社債」へ新株引受権付社債を追加した。1992年、金融制度および証券取引制度の改革のための関係法律の整備等に関する法律ができた。翌年に商法等ならびに整備法を改正、これにより社債発行限度規制と募集受託会社制度を廃止、また社債管理会社制度を導入した他、各法律間の調整をした。1996年に金融ビッグバンの一環として、債券格付基準における適債基準と無担保債発行時の財務制限条項が撤廃されるに及び、社債は完全自由化を果した。
また、かつては社債がデフォルトに陥りそうになると銀行が社債を買い取るという慣行があった。公募債のデフォルトによる損失を投資家が負担した戦後初の事例は、1997年のヤオハン転換社債の事例である。2001年にはマイカル債のデフォルトにより多数の個人投資家も影響を受けた。その後7年間、日本において社債のデフォルトは発生していなかったが、2008年にスルガコーポレーションの社債のデフォルトが発生した。

### 定義
会社法上は、「この法律（注：会社法）の規定により会社が行う割当てにより発生する当該会社を債務者とする金銭債権であって、第676条各号に掲げる事項についての定めに従い償還されるものをいう。」と定義される（2条23号）。

### 会社法の渉外的適用範囲
日本の会社が、日本の法律に準拠した発行手続に基づいて発行した社債については、発行地の内外を問わず、日本の会社法の社債権者集会や社債管理者の規定の適用を受ける（属地的な適用を主張して限定する見解もある）。日本の会社が発行する（広義の）社債であっても、外国の法律に準拠した発行手続に基づいて発行された社債については、会社法の規定する社債ではないため、かかる規定は適用されないとされる。また、外国会社が発行する広義の社債についても、同様に会社法の規定する社債ではないため、かかる規定は適用されないとされる（ただし、属地的な適用を主張する見解からは一部肯定される。）。

### 発行に際して
社債は有価証券であるため、株式などと同じく金融商品取引法の規制下に置かれる。
公募債を発行する会社は金融商品取引法上の有価証券報告書の提出義務が生じる。
社債の取引方法としては相対取引と市場取引がある。
社債の発行には取締役会の決議が必要である（362条4項5号）。取締役会設置会社でない会社では、取締役の過半数による決定が必要である（348条2項）。
- 募集社債
募集社債に関する事項の決定(676条)
募集社債の申込み（677条）
- 社債原簿（681条）
- 社債券
社債券の発行(696条)
社債券の記載事項(697条)
社債券には、利札を付することができる。
- 償還
利札が欠けている場合における社債の償還（700条）
社債の償還請求権等の消滅時効(701条)
償還請求権は、十年間行使しないときは、時効によって消滅する。
- 社債管理者
社債管理者の設置(702条)
- 社債管理補助者
社債管理者を置かない場合、任意に置くことができる(714条の2)。
- 社債権者集会
社債権者集会の権限(716条)
社債権者集会の招集（717条）
社債権者による招集の請求(718条)
ある種類の社債の総額の十分の一以上に当たる社債を有する社債権者は、社債発行会社又は社債管理者に対し、社債権者集会の目的である事項及び招集の理由を示して、社債権者集会の招集を請求することができる。
議決権の額等(723条)
社債発行会社は、その有する自己の社債については、議決権を有しない。
議決権の不統一行使(728条)
社債権者は、その有する議決権を統一しないで行使することができる。
社債権者集会の決議の効力(734条)
裁判所の認可を受けなければ、その効力を生じない。

### 会社法による変化
平成17年（2005年）に制定された会社法においては、株式会社のほか、特例有限会社(旧有限会社)、持分会社も発行することが出来るようになった(旧有限会社法において、法解釈上、有限会社については社債の発行を認めていないと認識され、持分会社については社債の発行についての規定がなかったが会社法により明文化された)。また、発行会社が特にその定めを置いた場合を除き、債券を発行することを要しないものとされる（676条6号参照）。

### 社債の種類
- 性質による分類
  - 普通社債
  - 転換社債型新株予約権付社債（転換社債、取得請求権付株式）
  - 新株予約権付社債（ワラント債、新株予約権を付した社債）
  - 劣後債
- 債権者名義の管理の有無による区別
  - 記名社債
  - 無記名社債
- 募集の仕方による分類
  - 公募社債
  - 私募社債
- 担保の有無による分類
  - 担保付社債：担保付社債信託法の適用を受ける。
  - 無担保社債
- 利払方式による分類
  - 利付債
    - 固定利付債
    - 変動利付債

  - 割引債
- 発行価格による分類
  - 額面発行…発行する金額と満期時に償還される金額が同額の社債。
  - 割引発行…発行する金額より満期時に償還される金額が高い社債。
  - 打歩(うちぶ)発行…発行する金額より満期時に償還される金額が安い社債。
    - 打歩発行では償還される金額と償還期限を迎えるまでの間に支払われる利息の合計が発行額を上回るようになっている。

会社法上の社債と類似するものとして、特定目的会社が発行するものを、特定社債といい、資産の流動化に関する法律の適用を受ける。投資法人が発行するものは投資法人債といい、投信法の適用を受ける。その他にも、業種によっては、社債発行に当たり、各業法規制の影響を受けることがある。
また、非居住者である外国の発行体が日本国内で円建てで発行する債券をサムライ債、外貨建てで発行する債券をショーグン債という。

## 格付けとの関係
R&I、S&P、ムーディーズなどの格付会社よって信用格付けが付与された会社の社債は、一般に低い金利で社債の発行が可能となる。
その中でも、一般にBBB（トリプルB、一般的なレベルとされる）以上（その上はA、AAと続き、最高はAAA）の格付けが付与された社債を慣習的に「投資適格債券」（｢投資適格」とは英語Investment Gradeを日本語訳した言葉)と呼び、BBB未満の格付け、もしくは格付けが付与されていない社債については「投資不適格債券」(Non Investment Gradeの日本語訳)と通常呼んでいた。また格付がBBB未満の社債は俗にジャンク債（Junk Bond)とも呼ばれる。しかし現在海外金融市場ではInvestment Grade,Non Investment Gradeという言葉は、現実の投資家の多様な期待リターンやリスク許容度を考えた場合、言葉として曖昧でありミスリーディングであるとの考えが強くなっている。事実海外金融市場には、ハイリスク・ハイリターンを前提にジャンク債を扱う市場や機関投資家も存在する。よって英語ではBBB格以上の社債は単にHigh Grade「高格付債」、それ未満をLow Grade「低格付債」と呼ぶ動きもある。また金融業者がBBB格未満のハイリスク・ハイイールド債を投資家に販売する場合に、敢えて「ハイリスク」の部分を落として「ハイイールド債」と言い替えることもある。
ジャンク債は米国金融市場で1980年代にLBOなど企業買収で大量に発行され、一時的に市場は収縮したものの90年代以降投資家の認知を得るに至っている。ジャンク債には、もともと格付が高かった社債が格下げされてジャンクになるケースと最初から低格付で発行されるものがある。後者の場合は、国債金利に対する上乗せ金利であるクレジット･スプレッドが高いことはもちろんのこと、それ以外にも投資家に対する契約内容であるコベナンツの内容を工夫することにより安全性を高める努力が行われる場合がある。しかしジャンク債のデフォルト率は当然ながら高く、投資家は高いリスクを相殺すべく高いクレジット･スプレッドを要求することになる。
なお日本においては、高格付債がジャンク化する例は多いし、実体的なクレジット･リスクが高い会社も多いが、発行時点からBBB格未満の格付を付けてリスクを表示して社債を発行することを嫌う傾向が強い。したがって日本では海外に存在するようなジャンク債市場は存在しない。